# Орланци (Кичево)
Орланци (мкд. Орланци) су насеље у Северној Македонији, у западном делу државе. Орланци припадају општини Кичево.

## Географија
Насеље Орланци је смештено у средишњем делу Северне Македоније. Од најближег већег града, Кичева, насеље је удаљено 14 km источно.
Орланци се налазе у малој области Рабетинкоље, која обухвата неколико села у средишњем сливу реке Треске. Село је положено на јужним падинама планине Коњаник, која се јужније спушта у плодну долину Треске. Надморска висина насеља је приближно 710 метара.
Клима у насељу је континентална.

## Историја
У месту је између 1868-1874. године (или 1866-1877) радила српска народна школа.

## Становништво
Орланци су према последњем попису из 2002. године имала 37 становника.
Већинско становништво су етнички Македонци (100%).
Претежна вероисповест месног становништва је православље.

## Личности
Китан Јелисављевић свештеник, ликвидиран од комита ВМРОа.